# Cremnops tibiomaculatus
Cremnops tibiomaculatus är en stekelart som beskrevs av Berta 1998. Cremnops tibiomaculatus ingår i släktet Cremnops och familjen bracksteklar. Inga underarter finns listade i Catalogue of Life.